# Lanová dráha Hynčice – Sušina
Vojenská nákladní lanová dráha z Hynčic na Sušinu byla vybudována za účelem dopravy stavebního materiálu na výstavbu objektů lehkého opevnění vz. 37 a v budoucnu i objektů těžkého opevnění budovaného na obranu proti útoku tehdy sousedního Německa v prostoru východního hřebenu Králického Sněžníku. Lanová dráha byla v provozu od roku 1937 do září 1938. Její dolní stanice se nacházela nad vsí Hynčice v sedle mezi Tetřeví horou a Štvanicí. Trasa stoupala západním směrem na vrchol Tetřeví hory, kde byl konec prvního úseku, vykládací a překládací stanice a složiště materiálu. V tomto místě lanovka měnila směr na severozápadní a pokračovala na vrchol Sušiny. Zde v nevelké vzdálenosti od vrcholu se nacházela horní stanice.
Lanovka používala dvoulanový systém německé firmy Bleichert při použití jednoho lana nosného a jednoho tažného. Stožáry, za které sloužily často jen seříznuté stromy, nebyly vybaveny kladkami. Zařízení dodal, postavil i demontoval 1. železniční pluk z Pardubic.
Na existenci lanovky dodnes upomínají zbytky stavebního materiálu v prostorech překládacích stanic a na vrcholu Sušiny. Ve vzdálenosti 1,5 km jihozápadně od Sušiny se nachází vrchol Podbělky, kde se nacházela horní stanice shodné lanové dráhy ze Skleného. Nedaleko od ní byl nalezen původní lanovkový běhoun, který se dnes nachází v pevnostním muzeu dělostřelecké tvrze Hůrka. Uvažovaná úzkorozchodná železnice spojující obě horní stanice nebyla zrealizována.